# Arroyo Tamarguillo
El Tamarguillo es un arroyo que desemboca en el río Guadalquivir en la ciudad de Sevilla (Andalucía, España). Su cauce ha sido objeto de diferentes transformaciones y desviaciones a lo largo del siglo XX, con objeto de alejarlo del casco urbano, pues su desbordamiento ha causado graves inundaciones en la ciudad, entre ellas las que tuvieron lugar el 27 de enero de 1948 y el 25 de noviembre de 1961.
Este arroyo nace entre Mairena del Alcor y Alcalá de Guadaíra, bajo la denominación de Ranillas y entraba en la ciudad de Sevilla cerca del barrio de Parque Alcosa, donde se encuentra el parque del Tamarguillo y donde el PGOU contempla el trazado de la autovía SE-35.
Parte del antiguo cauce por el que discurría se ha transformado en una importante vía urbana, la Ronda del Tamarguillo.

## Cauce original
El cauce original del Tamarguillo tras su entrada en la ciudad discurría a partir de la Ranilla, junto al centro comercial Los Arcos y el actual parque de la Ranilla, para fluir por la actual calle Clemente Hidalgo y su continuación que es la ronda del Tamarguillo, pasando por el antiguo matadero y el barrio del Tiro de Línea para desembocar en el Guadalquivir en el muelle de las Delicias, a la altura del desaparecido puente de Alfonso XIII, reemplazado por el puente de las Delicias.
Durante el periodo en que se mantuvo el cauce original, existían tres puentes que permitían el paso por el Tamarguillo:
- el primero era el puente de Ranillas, situado en la confluencia entre la barriada de los Pajaritos y el centro comercial Los Arcos y que daba nombre a la antigua cárcel (actualmente un parque con el mismo nombre).
- el segundo de Marqués de Pickman que se encontraba al final de la calle Marqués de Pickman en su conexión con la de Federico Mayo Gayarre y donde da comienzo Ronda del Tamarguillo.
- el tercero denominado del Juncal, estaba situado junto a este barrio y el antiguo matadero y que servía para acceder al barrio del Cerro del Águila.

## Modificaciones del cauce
- El ingeniero Sanz y Larumbe diseñó en 1903 un proyecto que consistía en desviar el arroyo Tagarete antes de su llegada al centro de la ciudad y unir sus aguas a la del Tamarguillo en el punto conocido como puente de Ranilla. El cauce conjunto se mantuvo y solo se desvió hacia el este tras su pase por la barriada del Tiro de Línea para que desembocara en el río Guadaíra en lugar del Guadalquivir, su destino natural. El proyecto se terminó de ejecutar en 1929.[11]

- Tras las inundaciones de noviembre de 1961, se ejecutó un nuevo proyecto que consistió en desviar el Tamarguillo aguas arribas de Sevilla, desembocando directamente al Guadalquivir al norte de la ciudad, de esta forma el antiguo cauce quedó seco y con el tiempo se convirtió en una ronda urbana para vehículos llamada Ronda del Tamarguillo.[7]

- En el año 2003, se elaboró un proyecto por la Confederación Hidrográfica del Guadalquivir que pretende desviar de nuevo el cauce del arroyo más al norte de su situación actual, creando un nuevo trazado que alcanzaría el Guadalquivir a la altura del barrio de San Jerónimo (Sevilla). El proyecto pretende evitar las inundaciones en la zona norte de la ciudad y crear un cauce nuevo de mayor calado y 27 metros de anchura, ello implicaría la construcción de 9 puentes nuevos, 2 para líneas de ferrocarril y 7 para carreteras. En el año 2012 la ejecución de las obras se encontraba paralizada debido a la falta de fondos, no existiendo ninguna fecha prevista para su realización.[12]